# Pedda Thippasamudram
Peddathippasamudram là một mandal thuộc huyện Chittoor, bang Andhra Pradesh.